# Adalbert Kuhn

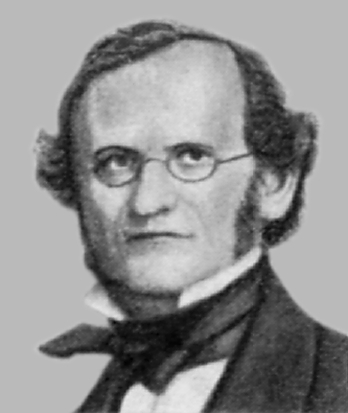
Kuhn

Franz Felix Adalbert Kuhn (* 19. November 1812 in Königsberg in der Neumark; † 5. Mai 1881 in Berlin) war ein Indogermanist und Mythologe. Er gilt als Begründer der linguistischen Paläontologie und der vergleichenden Mythologie. Außerdem war er Direktor des Köllnischen Gymnasiums zu Berlin und Mitglied der Akademie der Wissenschaften.

## Leben
Während seiner Schülerzeit von 1827 bis 1833 auf dem Joachimsthalschen Gymnasium in Berlin zeigte Kuhn bereits überdurchschnittliches Interesse an Sprachen und brachte sich im Selbststudium die Grundzüge des Sanskrit bei. Später studierte er Philologie an der Universität zu Berlin. Nach seiner Promotion im Jahr 1837 trat er zunächst als Proband eine Stelle am Köllnischen Gymnasium in Berlin an. 1841 wurde er dort Lehrer. 1856 ernannte man ihn zum Professor und 1870 schließlich zum Direktor des Instituts. 1872 nahm ihn die Berliner Akademie der Wissenschaften als Mitglied auf. Seit 1863 war er korrespondierendes Mitglied der Russischen Akademie der Wissenschaften in Sankt Petersburg. Er wurde 1881 auf dem St. Petri-Friedhof zu Berlin bestattet. Sein Grab wurde jedoch zum Ende des 20. Jahrhunderts eingeebnet.

## Lehre
Mit seinen Forschungen schuf er die entscheidenden Grundlagen für die vergleichende Sprachwissenschaft. So entwickelte er 1845 in Zur ältesten Geschichte der indogermanischen Völker die Grundlagen des später als linguistische Paläontologie bezeichneten Wissenschaftszweiges. Kuhn verstand darunter den Versuch, die Merkmale einer indogermanischen Urkultur anhand der Rekonstruktion indogermanischer Begriffe zu ergründen. Dazu untersuchte er, wie weit sich Begriffe wie „Saat“, „Acker“, „Mahd“ oder „Korn“ etymologisch auf eine gemeinsame Wurzel zurückverfolgen lassen. Auf diese Weise lässt sich das früheste Aufkommen bestimmter kultureller Konzepte wie Ackerbau belegen. Durch einen breit angelegten Vergleich der indogermanische Sprachen lässt sich so ein gemeinsamer hypothetischer Grundwortschatz erstellen. Die Elemente dieses Grundwortschatzes erlauben nach Kuhn Aussagen über eine Kultur zu treffen, von der keine direkten schriftlichen Belege vorliegen. Wenngleich seine Thesen in dieser Form heute nicht mehr uneingeschränkt haltbar sind, trug Kuhn damit dennoch wesentlich zur Begründung der indogermanischen Altertumswissenschaft bei.
Ein weiterer Schwerpunkt seiner Arbeit war die vergleichende Untersuchung von Märchen, Sagen und Mythen. Angeregt durch Jakob Grimms 1835 erschienene Deutsche Mythologie begann er selbst, Sagen und Gebräuche zu sammeln und in mehreren Werken in den 1840er und 1850er Jahren zu veröffentlichen. Später wandte er sich dann auch außergermanischen Quellen, vor allem dem Rig Veda, zu. Die Erkenntnisse dieser Forschungen fasste Kuhn 1859 in seinem Hauptwerk Die Herabkunft des Feuers und des Göttertranks zusammen, das heute als erste umfassende Darstellung einer vergleichenden Mythologie gilt.
Mit seinem letzten Werk Über Entwicklungsstufen der Mythenbildung verfasste er 1873 schließlich eine Methodologie der Mythenforschung. Darin erklärt er den Ursprung indogermanischer Mythen als sprachliches Phänomen unter besonderer Berücksichtigung von Polysemien und Homonymien.
Von besonderer Bedeutung sind außerdem die von ihm ab 1852 herausgegebene Zeitschrift für vergleichende Sprachforschung und die 1862 daran anschließenden Beiträge zur vergleichenden Sprachforschung auf dem Gebiet der arischen, keltischen und slawischen Sprachen. Beide Periodika verschmolzen 1875 zur Zeitschrift für vergleichende Sprachforschung auf dem Gebiete der indogermanischen Sprachen, die nach seinem Tod durch seinen Sohn Ernst weitergeführt wurde.

## Schriften
- Zur ältesten Geschichte der indogermanischen Völker. In: [Cöllnisches Real-Gymnasium]. Womit zu der [...] in dem Locale des Real-Gymnasiums (Scharrn-Strasse No. 23) stattfindenden öffentlichen Prüfung der Zöglinge dieser Anstalt ehrerbietigst einladet. 1845, ZDB-ID 1317504-x, S. 1–18, (Digitalisat).
- als Herausgeber: Märkische Sagen und Märchen nebst einem Anhange von Gebräuchen und Aberglauben. Reimer, Berlin 1843, (Digitalisat).
- als Herausgeber mit Wilhelm Schwartz: Norddeutsche Sagen, Märchen und Gebräuche aus Meklenburg, Pommern, der Mark, Sachsen, Thüringen, Braunschweig, Hannover, Oldenburg und Westfalen. Brockhaus, Berlin 1843, (Digitalisat).
- als Herausgeber: Sagen, Gebräuche und Märchen aus Westfalen und einigen andern, besonders den angrenzenden Gegenden Norddeutschlands. Theil 1–2 (Tl. 1: Sagen. Tl. 2: Gebräuche und Märchen.). Brockhaus, Leipzig 1859, (Digitalisat Tl. 1; Digitalisat Tl. 2).
- Die Herabkunft des Feuers und des Göttertranks. Ferdinand Dümmler's Verlagsbuchhandlung, Berlin 1859 (Digitalisat)
- Ueber entwicklungsstufen der mythenbildung. In: Abhandlungen der Königlichen Preußischen Akademie der Wissenschaften zu Berlin. Philosophisch-Historische Klasse. 1873, ZDB-ID 955708-8, S. 123–151.